# افسانه

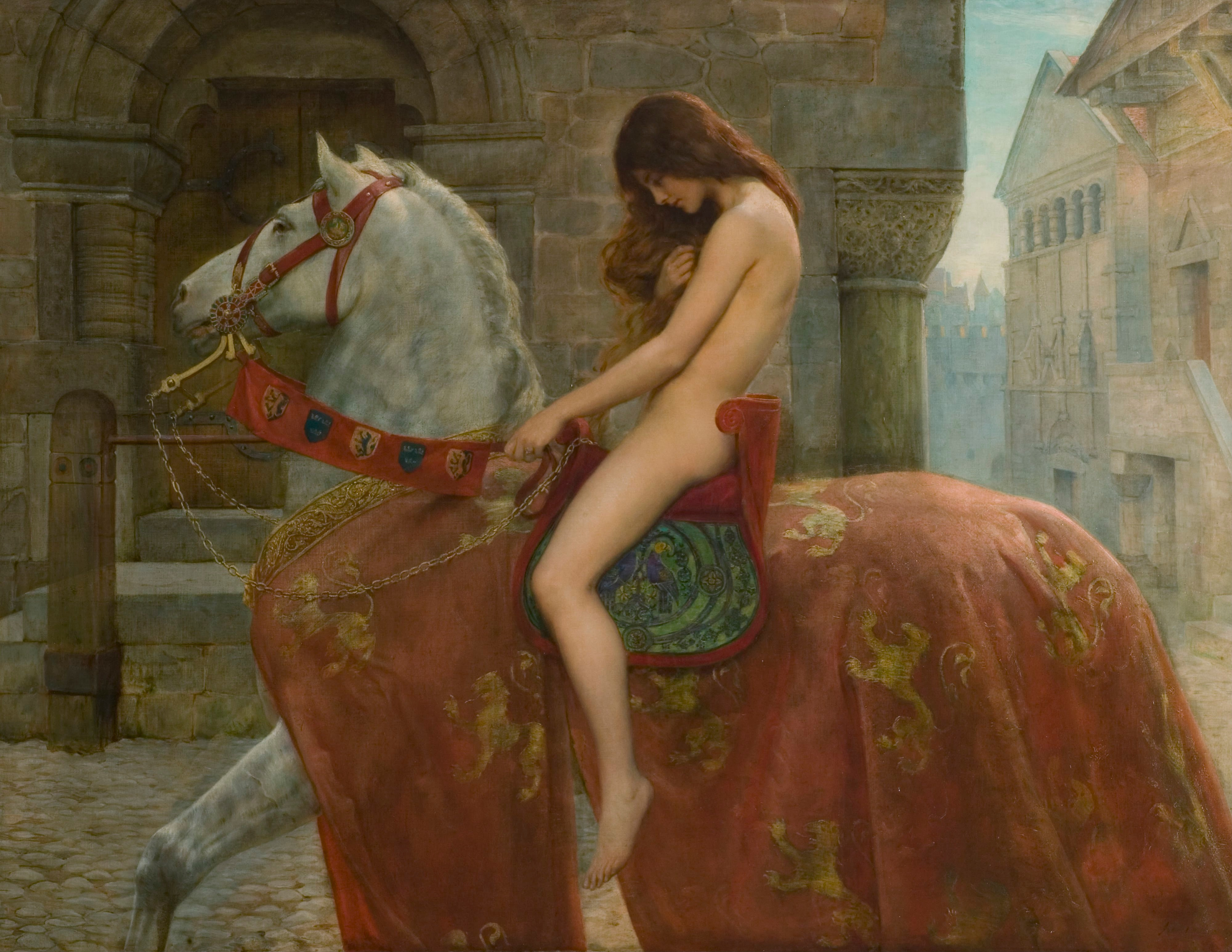
تابلوی بانو گودایوا اثر جان کالیر (۱۸۹۷)، افسانه‌ای از سده ۱۳ میلادی

اَفسانه که در زبان پارسی میانه به آن افسان (afsân) می‌گفتند، به معنای داستانی خیالی است که ساری و رایج بوده باشد و احیاناً راست پنداشته بشود یا زمانی راست پنداشته شده باشد. این داستان‌ها ممکن است دربارهٔ یک واقعیت یا یک شخص و مکان واقعی باشند. افسانه‌ها معمولاً دارای درس‌های اخلاقی هستند.

## تعریف
گهگاه در تعریف متخصصان از افسانه اشکالاتی دیده می‌شود، علت آن این است که آن‌ها به افسانه از سر اعتقاد و ایمان می‌نگرند. آنان دنبال این اندیشهٔ اشتراوس که «برای درک اندیشهٔ وحشی باید با او و مثل او زندگی کرد،» نه تنها به ساختار، بلکه به عمل کرد جادویی افسانه درجامعه، و در واقع، به اعجاز آن در ایجاد همبستگی قومی و عقیده‌ای ایمان می‌آورند و به همین دلیل برای آن‌ها افسانه یا نهاد زنده بسیار مهم‌تر از نهادهای کهن است.
میرچا الیاده دین‌شناس رومانیایی افسانه را چنین تعریف می‌کند:

اسطوره نقل‌کنندهٔ سرگذشت قدسی و مینوی است، راوی واقعه‌ایست که در زمان نخستین، زمان شگرف بدایت همه چیز رخ داده است. به بیان دیگر: افسانه حکایت می‌کند که چگونه به برکت کارهای نمایان و برجستهٔ موجودات فراطبیعی، واقعیتی، چه کل واقعیت، یا تنها جزئی از آن پا به عرصهٔ وجود نهاده است؛ بنابراین، افسانه همیشه متضمن روایت یک خلقت است، یعنی می‌گوید چگونه چیزی پدید آمده و هستی خود را آغاز کرده است. افسانه فقط از چیزی که براستی روی داده و به تمامی پدیدار گشته، سخن می‌گوید. شخصیت‌های افسانه موجودات فراطبیعی اند و تنها به دلیل کارهایی که در زمان سرآغاز همه چیز انجام داده‌اند، شهرت دارند. اساطیر کار خلاق آنان را بازمی‌نمایانند و قداست یا فراطبیعی بودن اعمالشان را عیان می‌سازند.

در مقابل هستند عده دیگری که به افسانه صرفاً از سر انکار می‌نگرند. این گروه افسانه را یکی از الگوهای تاریخی یا سازواره‌ای کهنه و از کار افتاده می‌بینند که پیشرفت بشر آن را از رده خارج کرده است. در نظر یونگ و فروید افسانه‌شناسی دانشی است که از فرافکنی نمادین تجربیات روانی نوع بشر به وجود آمده است.∗

اسطوره، قصه‌ایست با خصلتی خاص، یعنی نقل روایتی که در آن خدایان یک یا چند نقش اساسی دارند. اسطوره‌شناسی علمی است که کارش طبقه‌بندی و بررسی مواد و مصالح افسانه‌شناختی بر حسب روش تحلیل و وارسی دقیقی که در همه دیگر علوم تاریخی معمول است.∗

به عبارت دیگر، افسانه تلاشی برای بیان واقعیت‌های پیرامونی با امور فراطبیعی است. انسان در تبیین پدیده‌هایی که به علتشان واقف نبوده به تعبیرات فراطبیعی روی آورده و این زمانی است که هنوز دانش بشری توجیه‌کننده حوادث پیرامونی اش نیست.
به عبارت دیگر، انسان در تلاش ایجاد صلحی روحی میان طبیعت و خودش افسانه‌ها را خلق کرده است.
در فهم عامه و در برخی از فرهنگها، اسطوره(جمع آن اساطیر)، معنیِ «آنچه خیالی و غیرواقعی است و جنبهٔ افسانه‌ای محض دارد» یافته است؛ اما اسطوره را باید داستان و سرگذشتی مینَوی دانست که شرح عمل، عقیده، نهاد یا پدیده‌ای طبیعی است که دست‌کم بخشی از آن‌ها از سنتها و روایت‌ها گرفته شده و با آیینها و عقاید دینی پیوندی ناگسستنی دارد. در اسطوره سخن از این است که چگونه هر چیزی پدید می‌آید و به هستی خود ادامه می‌دهد. علم اسطوره‌شناسی به بررسی اساطیر می‌پردازد.
ارائهٔ تعریف کاملی از اسطوره که دربرگیرندهٔ همهٔ مفاهیم آن باشد کار آسانی نیست. در فهم عامه و در برخی فرهنگ‌ها، اسطوره معنی «آنچه خیالی و غیرواقعی است و جنبهٔ افسانه‌ایِ محض دارد» یافته است، اما اسطوره را باید داستان و سرگذشتی «مینوی» دانست که معمولاً اصل آن معلوم نیست و شرحِ عمل، عقیده، نهاد یا پدیده‌ای طبیعی است، یعنی به صورت فراسویی که دست‌کم بخشی از آن از سنت‌ها و روایت‌ها گرفته شده و با آیین‌ها و عقاید دینی پیوندی ناگسستنی دارد. در اسطوره وقایع از دوران اولیه نقل می‌شود. به سخنِ دیگر، سخن از این است که چگونه هر چیزی پدید می‌آید و به هستی خود ادامه می‌دهد. شخصیت‌های اسطوره را جانداران فراطبیعی تشکیل می‌دهند و همواره هاله‌ای از تقدس قهرمان‌های مثبت آن را فراگرفته است. حوادثی که در اسطوره نقل می‌شود داستانِ واقعی تلقی می‌گردد، زیرا به واقعیت‌ها برگشت داده می‌شود و همیشه منطقی را دنبال می‌کند. اسطوره گاهی به ظاهر حوادث تاریخی را روایت می‌کند، اما آنچه در این روایت‌ها مهم است صحت تاریخیِ آن‌ها نیست بلکه مفهومی است که شرح این داستان‌ها برای معتقدان آن‌ها دربردارند، و همچنین از این جهت که دیدگاه‌های آدمی را نسبت به خویشتن و جهان و آفریدگار بیان می‌کند دارای اهمیت است.

## افسانه تمثیلی
افسانه‌های تمثیلی از قدیمی‌ترین گونه‌های افسانه‌های شفاهی هستند که به جانوران، شخصیت‌ها، انسان، گیاه و موجودات بی‌جان نظر دارند. در این‌گونه از افسانه‌های تمثیلی، جانوران نقش اصلی دارند و هدف از بیان این افسانه‌ها هم پند و حکمت دادن بوده است. خاستگاه این افسانه‌ها ایران، هند و مصر می‌باشد.